# Кайфусо
Кайфусо (яп. 懐風藻 кайфу:со:, «милый ветер поэзии», «любимые ветры и морские травы [поэзии]») — старейший сборник японских стихотворений, написанных 64 поэтами на китайском языке (канси). Составлен в 751 году. В кратком представлении поэтов, неизвестный составитель симпатизирует императору Кобун, которого в 672 году сверг император Тэмму. Потому традиционно редактирование сборника приписывается Авами-но Мифунэ, правнуку императора Кобуна.
«Кайфусо» состоит из 120 произведений, написанных 64 поэтами в стиле, который был популярен в Китае в VIII веке. Большинство авторов сборника — это высокопоставленные должностные лица и знатные вельможи. Восемнадцать из них, включая принца Оцу, были также авторами стихотворений в сборнике «Манъёсю». Во время написания «Кайфусо» китайские рифмованные стихотворения канси ценились выше, чем японские песни-стихотворения вака, поскольку китайский классический язык считался языком образованных людей. Большинство произведений сборника зачитывались на разных публичных мероприятиях.
Произведения в Кайфусо выполняют сугубо этикетную функцию и очень коротки: самое длинное содержит всего 18 строк. Исследователи отмечают их вторичность, особенно по сравнению с исконно японскими стихами в Манъёсю. Подобно китайским сборникам, Кайфусо не содержит любовной лирики.